# Sedici valzer
Sedici valzer (tedesco: Sechzehn Walzer), op. 39, è una serie di 16 brevi valzer per pianoforte scritti da Johannes Brahms. Furono composti nel 1865 e pubblicati nel 1866, dedicati al critico musicale Eduard Hanslick.

## Storia
Questi valzer sono stati scritti per pianoforte a quattro mani ed arrangiati anche per pianoforte solista dal compositore, in due diverse versioni: difficile e semplificata. Le tre versioni furono pubblicate contemporaneamente e vendute bene, contrariamente alle aspettative del compositore.
I valzer furono scritti mentre il compositore viveva a Vienna, città dove si sarebbe stabilito definitivamente nel 1872. Erano intesi come un tributo alla forma di danza del valzer che era diventata particolarmente di moda nella sua città adottiva.

## Caratteristiche
Nelle versioni per solista, alcune tonalità sono state alterate rispetto alla versione originale per due pianisti (le ultime quattro nella versione difficile e la n. 6 nella versione facile). Il valzer numero 15 in la maggiore (o la bemolle maggiore) ha acquisito una vita propria. Un arrangiamento di cinque dei valzer (nn. 1, 2, 11, 14 e 15) per due pianoforti a quattro mani fu pubblicato dopo la morte del compositore.
Quasi tutti i valzer sono in una forma binaria ricapitolante. Per ogni valzer, la prima metà si sposta sulla dominante, sulla relativa maggiore o su una tonalità sostitutiva. Quindi, la seconda metà inizia con un passaggio evolutivo che riconduce al tema principale ed alla tonica.
Nel 1984 il critico Edward Rothstein disse che Joseph Smith "ne ha fatto un caso convincente per prenderli sul serio come un ciclo unificato".

## Valzer
I 16 valzer qui elencati sono suonati da Martha Goldstein:
| n. 1 in si maggiore Tempo giusto (1:02)                                                                                    |
| n. 2 in mi maggiore (1:32)                                                                                                 |
| n. 3 in sol diesis minore (1:02)                                                                                           |
| n. 4 in mi minore Poco sostenuto (1:35)                                                                                    |
| n. 5 in mi maggiore Grazioso (1:10)                                                                                        |
| n. 6 in do diesis maggiore Vivace (do maggiore nella versione facile da solista) (1:07)                                    |
| n. 7 in do diesis minore Poco più Andante (2:12)                                                                           |
| n. 8 in si bemolle maggiore (1:40)                                                                                         |
| n. 9 in re minore (1:26)                                                                                                   |
| n. 10 in sol maggiore (0:32)                                                                                               |
| n. 11 in si minore (1:28)                                                                                                  |
| n. 12 in mi maggiore (1:20)                                                                                                |
| n. 13 in do maggiore (si maggiore nella versione solista più difficile) (0:48)                                             |
| n. 14 in la minore (sol diesis minore nella versione solista più difficile e la versione per due pianoforti) (1:34)        |
| n. 15 in la maggiore (la bemolle maggiore nella versione solista più difficile e nella versione per due pianoforti) (1:28) |
| n. 16 in re minore (do diesis minore nella versione solista più difficile) (1:01)                                          |